# Bonisa nakaza
Espèce
Synonymes
- voir paragraphe #Synonymes

Bonisa nakaza est une espèce de mollusques nudibranches de la famille des Janolidae. Ce mollusque qui peut mesurer jusqu'à 120 mm est seulement présent sur le littoral sud-africain.

## Historique

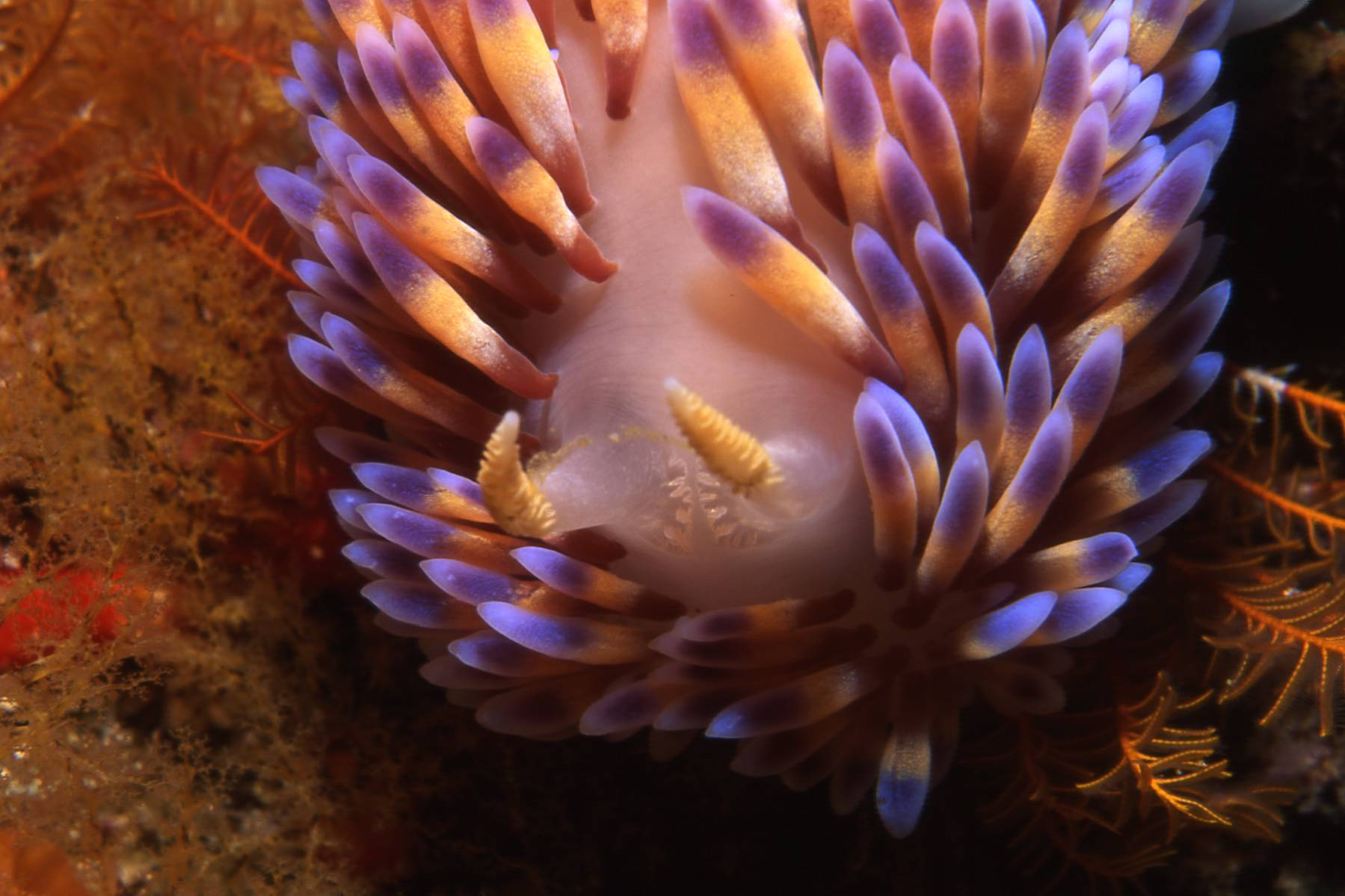
Détail sur les rhinophores et sur la crête triangulaire.

L'espèce est décrite par le biologiste marin Terrence Gosliner à partir d'un holotype collecté en 1979 en Afrique du Sud. 

### Étymologie
L'épithète spécifique « nakaza » vient du zoulou et signifie « paré de belles couleurs ». Il s'agit de l'espèce type et de la seule espèce du genre Bosina.

### Synonymes
- Janolus nakaza Gosliner, 1981

## Distribution et habitat
Cette espèce est endémique d'Afrique du Sud. Dans l'océan Indien, B. nakaza se rencontre depuis l'étage médiolittoral jusqu'à 30 m de profondeur.

## Description
Ce nuidbranche mesure entre 50 et 80 mm à l'âge adulte mais il peut mesurer jusqu'à 120 mm. Le corps est ovale. Sa coloration varie : un corps pâle peut être associé avec des cérates orange, un corps jaune avec des cérates au sommet bleu, un corps saumon avec des cérates au sommet brun, ou bien un corps noir avec des cérates bleus. Les rhinophores sont lamellés et séparés du reste du corps par une crête triangulaire ; ils sont souvent d'une couleur différente des cérates et du corps. La papille anale est située sur le dos, à l'arrière de la médiane dorsale.

## Écologie

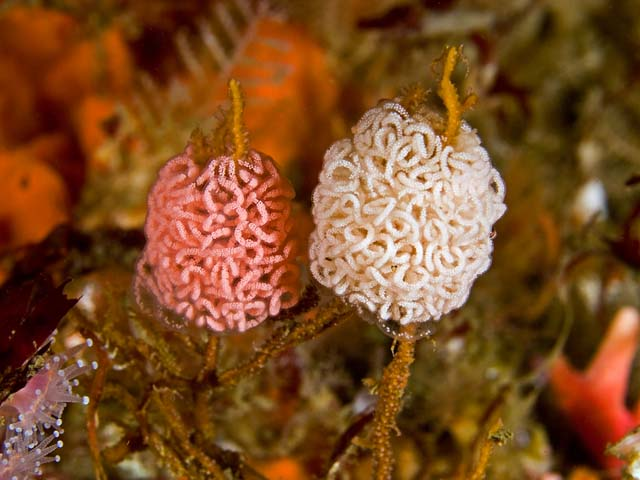
La ponte du nudibranche est enroulée sur les polypes des gorgones.

B. anakza se nourrit de bryozoaires, notamment Margaretta levinseni.
Comme les autres nudibranches, cette espèce est hermaphrodite mais la reproduction est sexuée : la ponte (ou « oothèque ») est enroulée sur elle-même et mesure entre 20 et 30 mm ; elle est rosâtre ou blanchâtre. Le nudibranche la dépose généralement sur les polypes des gorgones présentes dans son biotope.

### Publication originale
- Gosliner, 1981 : « The South African Janolidae (Mollusca, Nudibranchia) with the description of a new genus and two new species. », Annals of the South African Museum, vol. 86, n. 1, p. 1-42.